# Ministerio del Interior
El Ministerio del Interior es el área del poder ejecutivo  de un Estado usualmente encargado de las políticas públicas relacionadas con la seguridad ciudadana, la gestión de emergencias,  el registro civil e identificación, la supervisión de los gobiernos regionales/locales, la realización de elecciones, la administración pública y asuntos de inmigración (por la seguridad nacional), por lo cual suele estar al mando de las fuerzas policiales, gendarmería, instituciones carcelarias, protección civil y gestión de desastres al interior del Estado. Según los países puede denominarse: secretaría de asuntos internos, secretaría del interior, secretaría de gobernación o de gobierno. El encargado de este órgano es comúnmente denominado ministro del interior, secretario de asuntos internos o secretario de  interior.  
En algunos países tienen funciones adicionales. Algunas de ellas pueden ser:
- En casos en que no haya un vicejefe de gobierno, suplir al titular del poder ejecutivo cuando este se ausente del país, o en los casos de necesidad que indique la Constitución Política de la nación.
- Ser el portavoz del gobierno en las negociaciones políticas con el poder legislativo o el judicial.
- Coordinar al gabinete del poder ejecutivo, es decir, el colegio de los secretarios o ministros de Estado.
- En algunos países esta dependencia está fusionada con la cartera de justicia o tiene tareas relacionadas con la libertad de cultos.

## Ministerio del Interior por países

### América
- Argentina: Ministerio del Interior de Argentina y Ministerio de Seguridad de Argentina
- Nicaragua: Ministerio del Interior Nicaragua
- Bolivia: Ministerio de Gobierno de Bolivia
- Brasil: Ministerio de Justicia y Seguridad Pública de Brasil
- Chile: Ministerio del Interior de Chile y Ministerio de Seguridad Pública (Chile)
- Colombia: Ministerio del Interior
- Cuba: Ministerio del Interior de Cuba
- Ecuador: Ministerio del Interior de Ecuador
- El Salvador: Ministerio de Justicia y Seguridad Pública
- Estados Unidos: Departamento de Justicia de los Estados Unidos y Departamento de Seguridad Nacional de los Estados Unidos
- Guatemala: Ministerio de Gobernación de Guatemala
- Perú: Ministerio del Interior del Perú
- Panamá: Ministerio de Gobierno de Panamá
- Panamá: Ministerio de Seguridad Pública de Panamá
- República Dominicana: Ministerio del Interior y Policía de la República Dominicana
- Paraguay: Ministerio del Interior del Paraguay
- Uruguay: Ministerio del Interior de Uruguay
- México: Secretaría de Gobernación de México
- México: Secretaría de Seguridad y Protección Ciudadana
- Venezuela: Ministerio del Poder Popular para Relaciones Interiores, Justicia y Paz

### Europa
- Unión Europea: Comisario europeo de Asuntos de Interior; Dirección General de Migración y Asuntos de Interior
- Alemania: Ministerio Federal del Interior de Alemania
- España: 
  - Ministerio del Interior (España)
  - Ministerio de Política Territorial
- Francia: Ministerio del Interior de Francia
- Italia: Ministerio del Interior de Italia
- Portugal: En Portugal y en la mayoría de las antiguas colonias portuguesas, el Ministerio del Interior se llama Ministerio de la Administración Interna, en referencia a su rol preponderante en los asuntos interiores del país.
- Georgia: Ministerio del Interior de Georgia
- Reino Unido: Ministerio del Interior del Reino Unido
- Rusia: Ministerio del Interior de Rusia
- Suiza: Departamento Federal del Interior
- Ucrania: Ministerio del Interior de Ucrania
- Ciudad del Vaticano: Secretaría de Estado de la Santa Sede

### Asia
- Azerbaiyán: Ministerio del Interior de Azerbaiyán
- Israel: Ministerio del Interior de Israel y Ministerio de Seguridad Pública de Israel
- República de China: Ministerio del Interior (República de China)
- China: Ministerio de Seguridad Pública

- Datos: Q6589202
- Multimedia: Internal affairs ministries / Q6589202